# Los Andes (kommun i Chile)
Los Andes är en kommun i Chile.   Den ligger i provinsen Provincia de Los Andes och regionen Región de Valparaíso, i den södra delen av landet, 70 km nordost om huvudstaden Santiago de Chile.
Trakten runt Los Andes är ofruktbar med lite eller ingen växtlighet. Runt Los Andes är det ganska glesbefolkat, med 21 invånare per kvadratkilometer.